# Danh sách geflügelte Worte

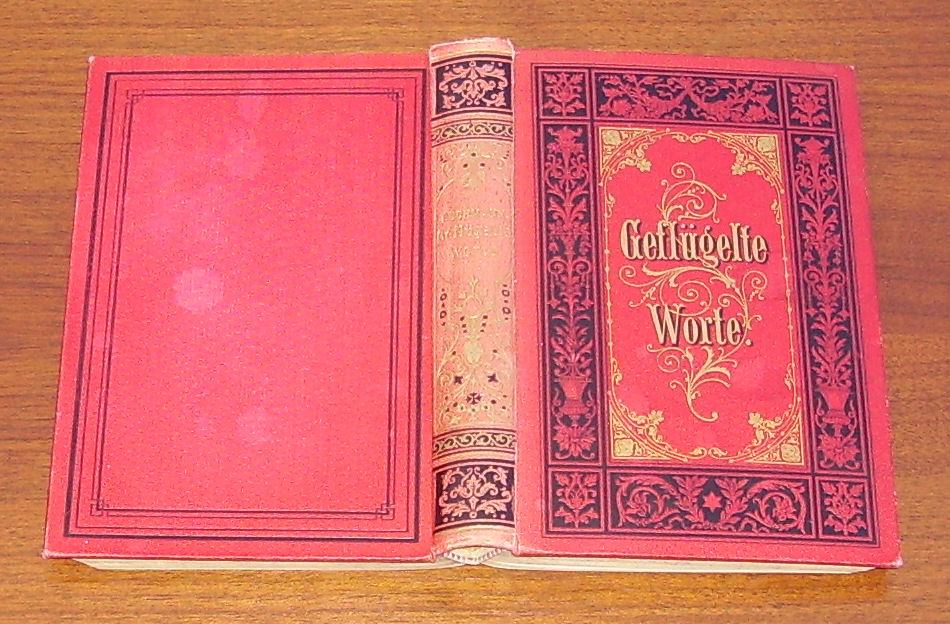
Sách của Georg Büchmann về Geflügelte Worte, Ấn bản 12, năm 1880

Dưới đây là các danh sách geflügelte Worte theo thứ tự A,B,C... và nghĩa tiếng Việt.

## A Star is born.

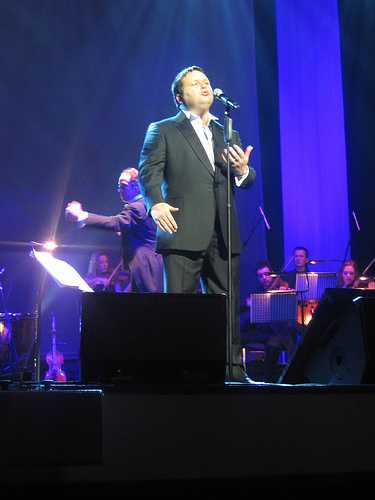
Paul Potts

A Star Is Born („Ein Stern geht auf") là một phim được phát hành năm 1937, về câu chuyện một cô gái ở dưới quê trở thành tài tử điện ảnh Hollywood. Từ được dùng để nói tới một ngôi sao mới xuất hiện trong giới văn nghệ thương mại.

## A und O

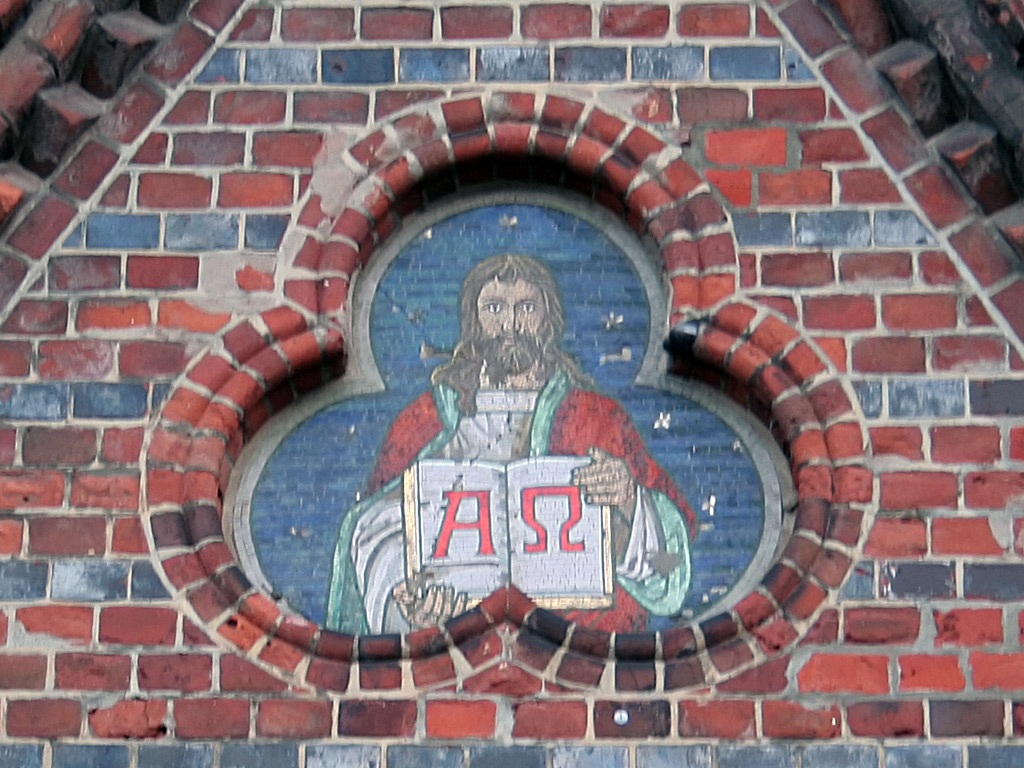
Alpha và Omega tại một nhà thờ ở Kiel

Thành ngữ A und O bắt nguồn từ một đoạn trong Sách Khải Huyền, nguyên gốc Hi Lạp:
| “ | [[Liste griechischer Phrasen/Alpha#ἄλφα καὶ ὦ\|Ἐγὼ τὸ ἄλφα καὶ τὸ ὦ, ὁ πρῶτος καὶ ὁ ἔσχατος, ἡ ἀρχὴ καὶ τὸ τέλος.]] | ” |

A und O là mẫu tự Alpha và Omega, chữ đầu và cuối của Bảng chữ cái Hy Lạp. „A und O" là một ẩn dụ cho thượng đế, mà theo đức tin của Kitô giáo, có tính toàn năng. Ai mà khắc phục từ đầu tới cuối, thì làm chủ hoàn toàn. Trong Mặc khải: "Ich bin das A und das O, der Anfang und das Ende, spricht der Herr, der da ist, der da war und der da kommt, der Allmächtige." (Trẫm là chữ A và chữ O, sự bắt đầu và sự kết thúc, ngài nói, người của hiện tại, quá khứ và tương lai, một người toàn năng) 
Ngày nay thành ngữ này có nghĩa là "cái chủ yếu, cái chính yếu".

## Achse des Bösen

Bushs Achse des Bösen màu đỏ

Achse des Bösen (tiếng Anh: Axis of Evil) (Trục ma quỷ) là một từ được tổng thống Hoa Kỳ George W. Bush dùng vào ngày 29 tháng 1 năm 2002 trong một diễn văn về tình trạng đất nước, để chỉ những nước Bắc Triều Tiên, Iran và Iraq và khẳng định, họ là đồng minh của những kẻ khủng bố và trang bị vũ trang để đe dọa hòa bình thế giới:
Diễn văn này được viết bởi người viết văn và tiểu sử cho Bush David Frum, trước đó là một ký giả người Canada. Frum nhấn mạnh, trong bài diễn văn ông đã viết „Achse des Hasses" (Axis of Hate) (Trục thù ghét). Có lẽ người chịu trách nhiệm cho các bài diễn văn ở tòa bạch ốc, Michael Gerson, hay chính Bush đã sửa lại thành „Achse des Bösen".
Từ Achse (Axis) ban đầu được dùng bởi Winston Churchill để nói về liên minh Đức, Ý và Nhật Bản trong thế chiến thứ hai Achsenmächte (Axis Powers, các cường quốc khối trục).

## Adel verpflichtet
Thành ngữ này ý nói, những người có địa vị cao trong xã hội có bổn phận phải ứng xử thích đáng. Nó được dịch từ chữ noblesse oblige trong cuốn sách Maximes et réflexions sur différents sujets de morale et de politique của Pierre Marc Gaston Duc de Lévis phát hành năm 1808 (Châm ngôn và những ngẫm nghĩ về nhiều đề tài đạo đức và chính trị khác nhau).

## Buchbinder Wanninger
Buchbinder Wanninger là một câu chuyện diễu của nhà hài hước ở München Karl Valentin. Trong câu chuyện này, người ráp sách Wanninger đã không thành công hỏi người giao việc, là anh ta có thể kèm theo ngay trong cuốn sách đã ráp xong tờ hóa đơn:
Anh luôn được chuyền từ người này sang người khác. Đến khi gặp đúng người, thì đã hết giờ làm việc và được hẹn, là anh ta nên gọi lại ngày hôm sau. 

„Sich wie Buchbinder Wanninger vorzukommen" được dùng để chỉ hoàn cảnh, trong một cơ quan hay một hãng xưởng, người làm đơn được chuyển hết từ người này sang người khác.

## Business as usual
die Geschäfte gehen ihren Gang, alles geht seinen Gang: các công việc vẫn hoạt động bình thường
Thành ngữ tiếng Anh xuất phát từ Winston Churchill, đã nói trong một bài diễn văn ngày 9 tháng 11 năm 1914 : 
„The maxime of the British people is Business as usual!"
„ Châm ngôn của dân chúng Anh là các công việc vẫn hoạt động bình thường".
Churchill nói tới cuộc thế chiến thứ nhất mới bắt đầu và ảnh hưởng của nó đến hoạt động hàng ngày.

## Courage ist gut, aber Ausdauer ist besser.
Quan điểm này nhân vật chính Dubslav von Stechlin trong chương 4 truyện Der Stechlin của Theodor Fontane đã nói với người lính cùng đơn vị của con trai mình. Ông nói tới thời huy hoàng của Heilige Allianz (Liên minh thần thánh: liên minh giữa 3 vương quốc Nga, Áo và Phổ chống lại Napoleon của Pháp) vào năm 1813:
„Thời huy hoàng chỉ tới, khi hầu như thất bại, khi người ta luôn phải lo sợ, là không còn gì để chống đỡ được nữa. Điều đó cho thấy: Dũng cảm thì tốt, nhưng bền bĩ thì tốt hơn. Bền bĩ là điều chủ yếu."
Câu này muốn nói là, để đạt được mục đích thì cần phải bền bỉ và tránh những hành động mạo hiểm.

## Damoklesschwert

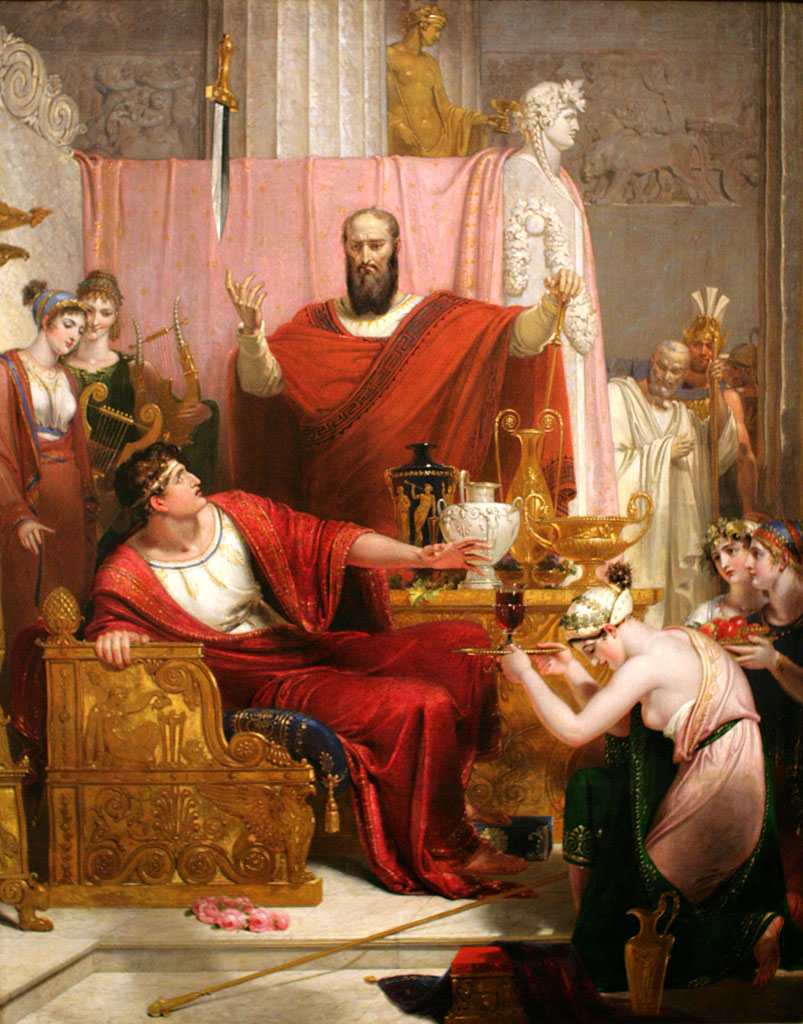
Kiếm của Damokles của Richard Westall

Ẩn dụ, người nào đó có thể gặp nguy cơ.
"Das schwebt wie ein Damoklesschwert über dir!": Obwohl alles eigentlich ganz gut läuft, könnte trotzdem jederzeit etwas Unangenehmes passieren. (Mặc dù tất cả đang tốt đẹp, có thể xảy ra những phiền phức bất cứ lúc nào.)
Từ này xuất phát từ truyền thuyết Hy Lạp:
Damokles sống trong cung điện vua Dionysios I của Syrakus và ganh tị với nhà vua vì quyền lực và sự giàu có của ông. Nhà vua biết vậy và mời Damokles, trong một bữa tiệc được ngồi chỗ của mình. Tuy nhiên trên chỗ ngồi đó, Dionysios lại cho treo một cây kiếm chỉ bằng một sợi tóc ngựa. Với cây kiếm treo trên đầu, Damokles không thể hưởng thụ được những của ngon vật lạ. Bài học là: Thành công và giàu có cũng không thể bảo vệ mình được trước nguy cơ, mà lại có thể gây ra nó.

## Das ewig Gestrige
Đây là một trích dẫn từ bị kịch Wallensteins Tod của Friedrich Schiller. Trong độc thoại của Wallenstein, ông lưỡng lự trong việc hạ bệ nhà vua, vì ông nhận ra:
„Ein unsichtbarer Feind ist's, den ich fürchte,
Der in der Menschen Brust mir widersteht,
Durch feige Furcht allein mir fürchterlich.
Nicht, was lebendig, kraftvoll sich verkündigt,
Ist das gefährlich Furchtbare. Das ganz
Gemeine ist's, das ewig Gestrige,
Was immer war und immer wiederkehrt
Und morgen gilt, weil's heute hat gegolten!"
Với Das ewig Gestrige hồi đó có nghĩa là những thói quen, mà con người không từ bỏ.
Ngày nay những người được gọi là Ewiggestriger, vì họ không chịu từ bỏ, bám chặt lấy những quan điểm chính trị xưa cũ và không chịu công nhận sự tién bộ. Theo Duden đó là một người " có và tiếp tục giữ quan điểm cổ hũ."

## Drakonische Strafe
Luật lệ của Dracon vì sự nghiêm khắc và khắc nghiệt mà trở thành thành ngữ. Trong cuốn sách Chính trị (II, 1274b) của Aristoteles, ông cũng nói tới việc này và nhận định rằng, ngoài sự nghiêm khắc nó không có gì để đáng nhắc tới cả. Trong cuốn Thuật hùng biện (1400b), ông đã trích lời Herodikos, mà cho đó là „luật lệ của một con rồng", không phải của một con người.

## Die ich rief, die Geister

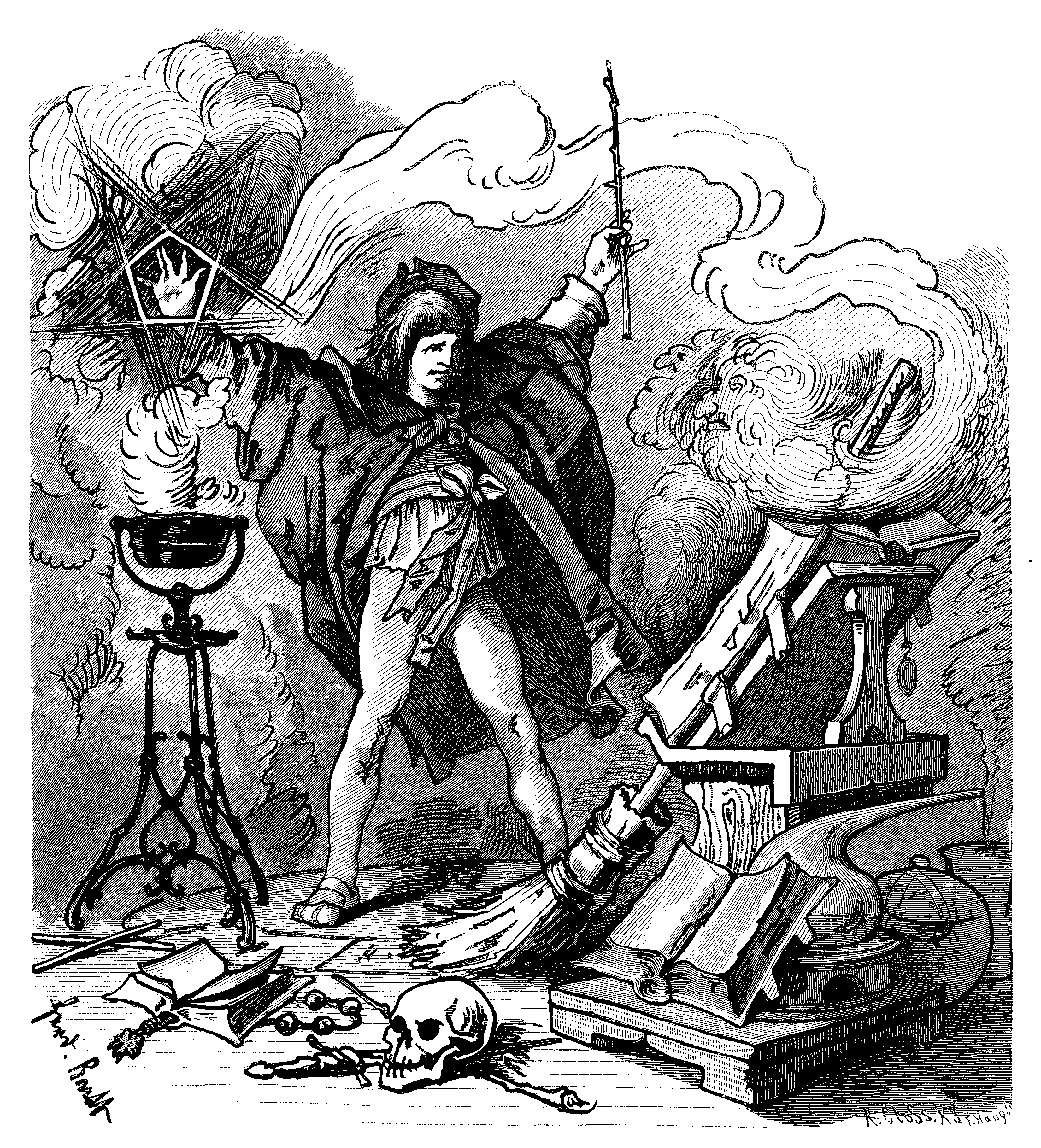
Der Zauberlehrling

Cuối bài thơ của Goethe Der Zauberlehrling, anh chàng phù thủy tập sự nhận ra là, những ma quỷ mà anh ta đã hóa phép ra không còn kiểm soát được nữa, bởi vì anh ta không còn nhớ ra câu thần chú. Anh ta đã kêu van, khi thấy thầy tới:
„Ach da kommt der Meister!
Herr, die Not ist groß!
Die ich rief, die Geister,
 Werd ich nun nicht los."
Ngày nay người ta dùng câu trích dẫn này, để chỉ một sự phát triển, mà mình đã tạo ra, không còn điều khiển được, cũng như không thể ngưng lại được nữa.

## Eier, wir brauchen Eier!

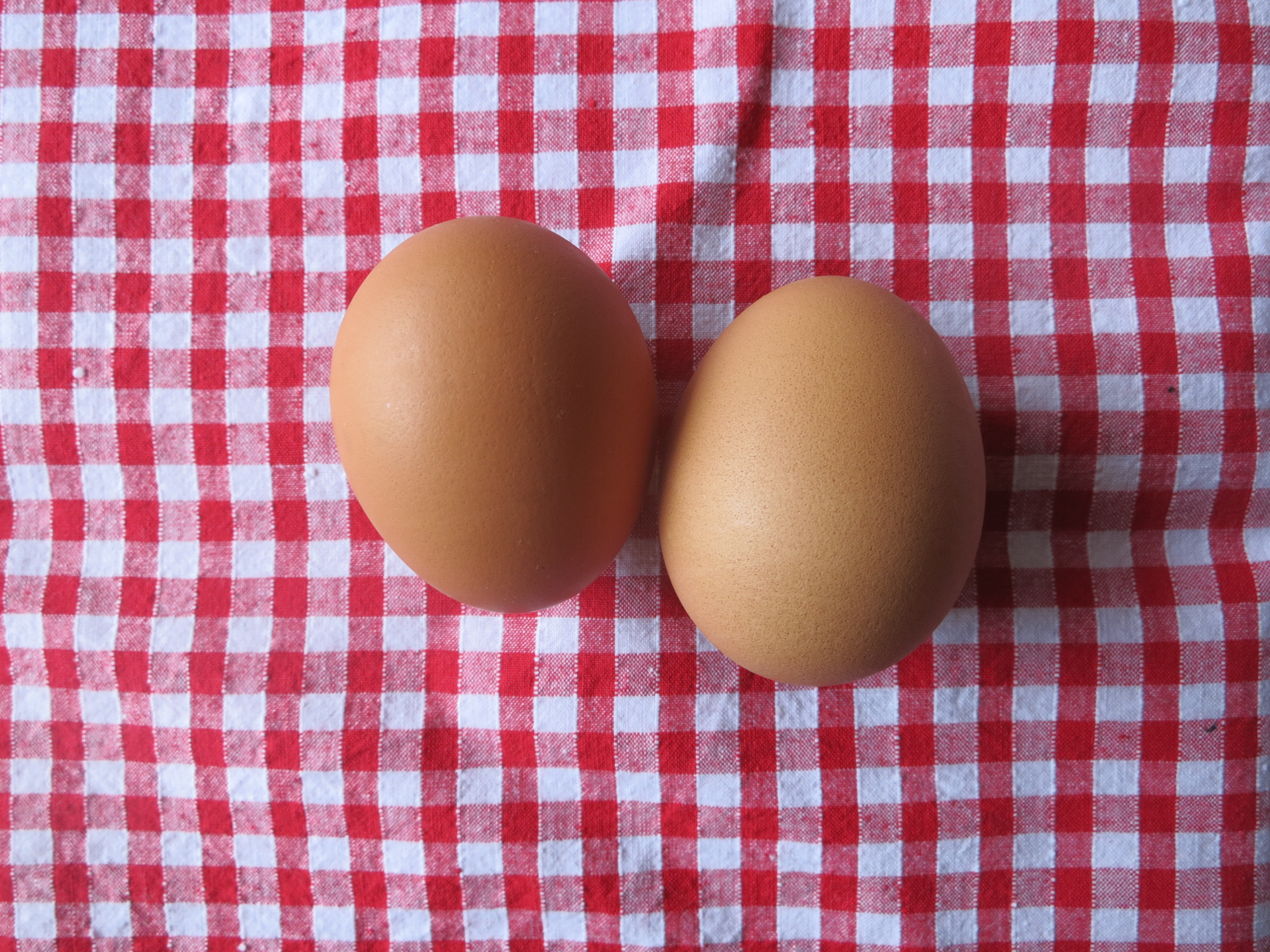
Trứng cho Kahn

Câu trả lời của thủ môn bóng đá Oliver Kahn khi được hỏi, Bayern München vì sao lại thua Schalke 04 vào ngày 1 tháng 1 năm 2003 0:2. Ý nói các cầu thủ trong đội quá mềm yếu (Weicheier), họ cần dũng khí, xông xáo hơn.

## Ein Bild sagt mehr als tausend Worte.
Được cho là một thành ngữ Trung Quốc, nhưng thực ra nó phát xuất từ Hoa Kỳ.
Ngày 8 tháng 12 năm 1921, Fred R. Barnard cho đăng trên tạp chí „Printers' Ink" một quảng cáo với câu:
„One Look is Worth A Thousand Words."
„Một cái nhìn có giá trị ngàn câu."
Ngày 10 tháng 3 năm 1927 lại có một quảng cáo thứ hai với câu:
„One Picture is Worth Ten Thousand Words."
„ Một tấm hình có giá trị mười ngàn câu."
Trong cả hai quảng cáo trên đều cho là câu nói xuất phát từ một thành ngữ Trung Quốc:
畫意能達萬言
Chả bao lâu người ta cho là câu nói đó là của triết gia Khổng Tử. Tuy nhiên cuốn sách The Home Book of Proverbs, Maxims, and Familiar Phrases đã trích lời Barnard, là ông ta đã bịa ra „ đó là một thành ngữ Trung Quốc, để được người đọc coi trọng nó hơn."

## Fische müssen schwimmen.
Trong truyện châm biếm Satyricon của nhà văn La Mã Titus Petronius, một cựu nô lệ mà trở thành một người giàu có trong một bữa tiệc (Das Gastmahl des Trimalchio) sau món ăn với cá, đã kêu gọi các khách mời của mình, phải "nhậu" rượu, vì: „Fische müssen schwimmen" (lateinisch: „Pisces natare opportet") (cá cần phải bơi).
Tiếng Pháp thì có câu: Poisson sans boisson est poison! (nghĩa đen: Cá mà không có thức uống là thuốc độc nghĩa là  Ăn cá thì phải uống với rượu nho).

## Flüssiges Brot
Nhà văn và học giả Karl Julius Weber đã gọi dỡn bia là „flüssiges Brot" (bánh mì lỏng) trong tác phẩm „Deutschland oder Briefe eines in Deutschland reisenden Deutschen" (Đức hay thư từ của một người Đức đi du lịch trong nước Đức):
„Bier ist flüssiges Brot, Branntwein verklärtes Brot."

## Fremd ist der Fremde nur in der Fremde.
Câu "Người lạ thì chỉ lạ ở nơi xa lạ" xuất phát từ nhà hài hước Bayern Karl Valentin . Câu trích dẫn từ Valentin cũng là tựa cuốn sách cúa Gerd Riepe và Regina Riepe, với chủ đề „Những lập luận chống lại nạn kỳ thị chủng tộc".

## Gäbe es Gott nicht, so müsste man ihn erfinden.
Trích dẫn này xuất phát từ Thư gởi người viết sách này từ bộ ba lường gạt của triết gia Voltaire và nguyên bản như sau:
„Si Dieu n'existait pas, il faudrait l'inventer."
(Nếu mà không có thượng đế, người ta phải phát minh ra ông ta.)
Nhà động vật học Anh, nhà tư tưởng bất khả tri Richard Dawkins nói trong một cuộc phỏng vấn về vấn đề này:
„ Có lẽ là ông ta nói đúng. Dường như thật sự là nhiều người không thể sống được nếu không có thượng đế. Câu hỏi gây cấn là, chúng ta có thực cần một thượng đế không. Tôi tin là không."

## Geh hin, wo der Pfeffer wächst
Đi đi, đi tới nơi tiêu mọc đó!
Với câu tục ngữ này, người ta muốn bày tỏ lòng mong muốn kẻ đối diện sẽ đi khỏi, tới một nơi thật xa. Nó xuất phát từ thời, khi Đường biển từ châu Âu đến Ấn Độ được khám phá, và nảy ra việc buôn bán gia vị, đặc biệt là tiêu.

## Heimchen am Herd

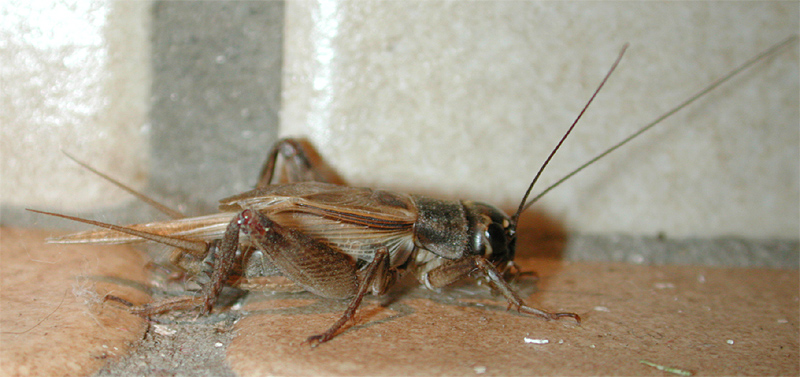
Dế

Cụm từ này dịch từ tựa một câu truyện mùa giáng sinh của nhà văn Anh Charles Dickens, có tên là The Cricket on the Hearth.
Heimchen là một loại dế, mà thường kiếm chỗ ẩn núp ở khu người ở.
Heimchen am Herde là một diễn tả nghĩa xấu chỉ người phụ nữ ngây thơ, không tân tiến, chỉ biết bổn phận làm việc nhà, thỏa mãn với vai trò một người nội trợ, và người vợ.

## Herr Ober! Dürfen wir Ihnen vielleicht irgendwas bringen?
Ông bồi! Tôi có được phép mang gì cho ông không?
Với câu này, nhân vật chính trong phim diễu Pappa ante Portas của Loriot tại một quán ăn trung lưu nhắc người bồi mà rất bận việc là ông ta vẫn chưa nhận đặt đồ ăn. Trước đó ông ta nói với vợ mình:
„Ở đây họ không thích chúng ta."
Trích dẫn này đã được dùng trong cuộc sống hàng ngày, thí dụ như trong mô tả một quán Café tại München:
„Alles erinnert an Loriots ‚Herr Ober, dürfen wir IHNEN vielleicht etwas bringen?' Lahme Bedienungen, unaufmerksam, pampig ..., und das Essen war auch mal besser."
(Tất cả làm nhớ tới câu ‚Herr Ober, dürfen wir IHNEN vielleicht etwas bringen?' của Loriot, phục vụ chậm chạp, thiếu săn sóc, phách lối, đồ ăn đã có lúc khá hơn.)

## I'd rather die on my feet, than live on my knees.
Tôi thà chết đứng còn hơn sống quỳ hay Thà chết vinh hơn sống nhục (tiếng Tây Ban Nha: Prefiero morir de pie que vivir de rodillas; tiếng Đức: Ich sterbe lieber aufrecht, als auf Knien zu leben) là một câu nói của nhà cách mạng Mexico Emiliano Zapata 
Charb (Stephane Charbonnier), giám đốc xuất bản của tờ báo châm biếm « Charlie Hebdo », cũng đã nói như vậy với tờ báo Le Monde 2012, sau đó ngày 7.1.2015 ông bị bắn chết trong vụ tấn công tòa soạn tuần báo Charlie Hebdo 
,,

## Ich hab mein Herz in Heidelberg verloren.

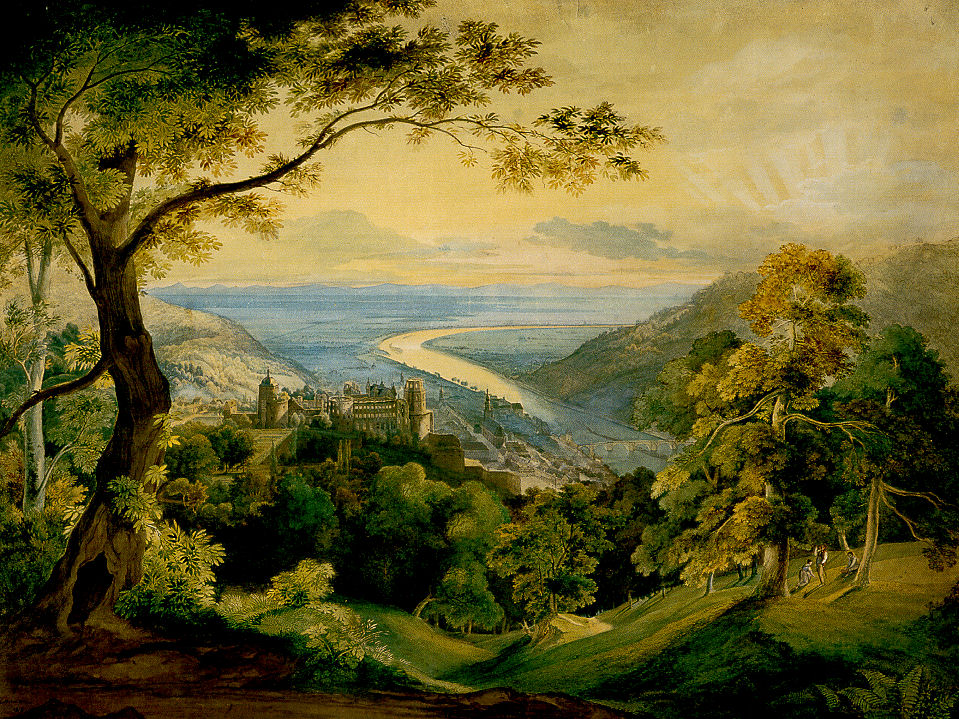
Carl Rottmann: Lâu đài Heidelberg

Tôi đã đánh mất trái tim ở Heidelberg là tựa một bài hát nổi tiếng của Fred Raymond vào năm 1925, mà ông cũng viết 1927 một Operette. Lời là của Fritz Löhner-Beda và Ernst Neubach. Một cuốn phim vào năm 1952 làm cho câu này lại được phổ biến hơn. Điệp khúc bắt đầu như sau:
„Ich hab' mein Herz in Heidelberg verloren,
In einer lauen Sommernacht.
Ich war verliebt bis über beide Ohren
Und wie ein Röslein hat ihr Mund gelacht."
Với câu „Ich hab mein Herz in ... verloren" người ta nhắc tới nơi mà, họ đã từng phải lòng một người nào đó.

## In aller Munde sein
- Mọi người đều nói về việc này. Vấn đề để chuyện trò, rất nổi tiếng, đang phổ biến. Trong câu này Munde là số nhiều của Mund, ngày nay chữ Münder thường được dùng hơn.[21]

## In meinem Reich geht die Sonne nicht unter.

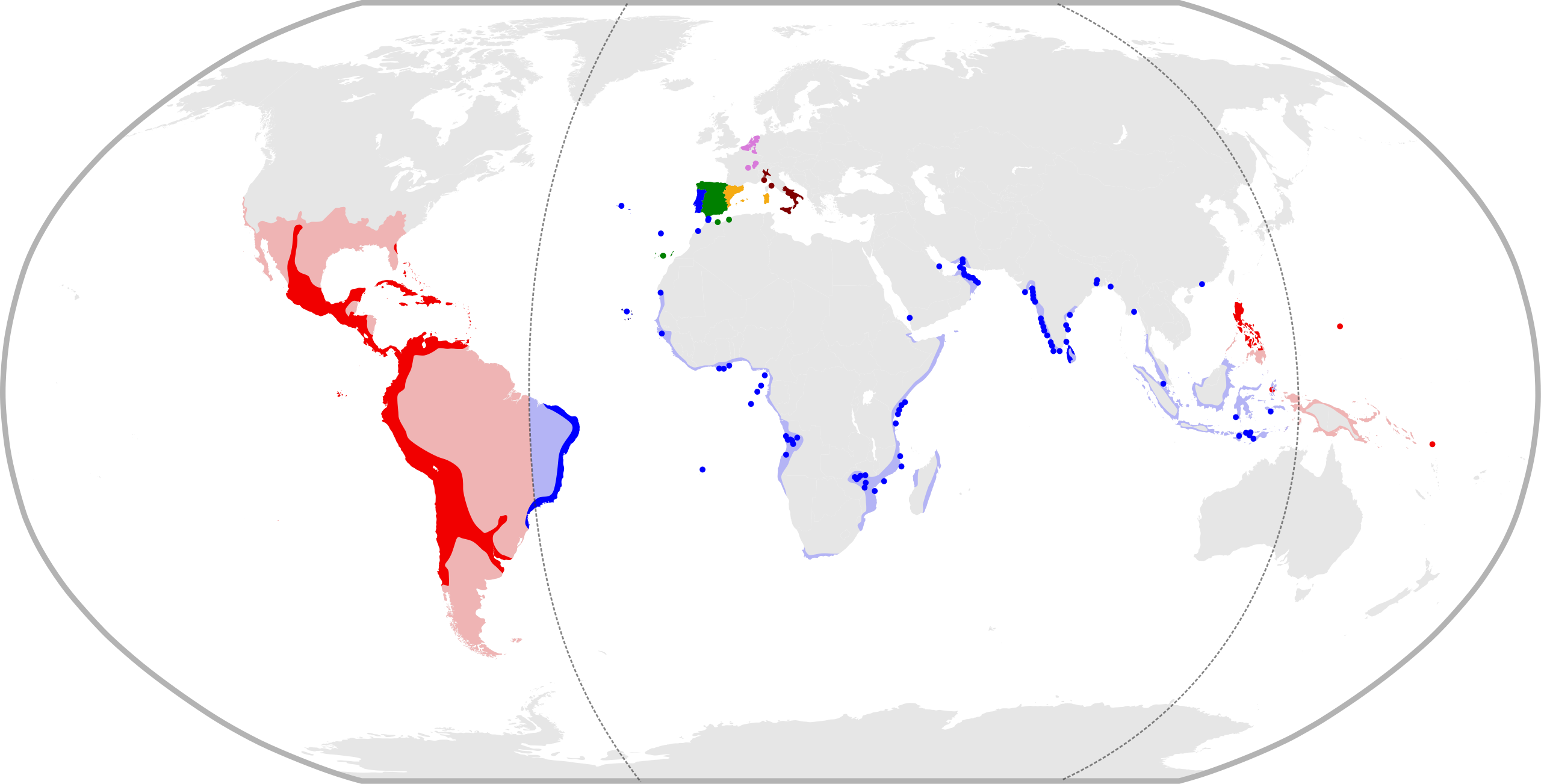
Đế quốc Tây Ban Nha lúc nó mở rộng nhất 1600

„Trong đế quốc của trẫm mặt trời không bao giờ lặn cả", hoàng đế Karl V của Thánh chế La Mã đã quả quyết như vậy, vì quyền lực của ông ta trải dài trên nhiều phần ở châu Âu và châu Mỹ.
Từ 1492 tới 1898, những thuộc địa của Tây Ban Nha có ở khắp mọi nơi trên thế giới. Nó trải từ Tây Ban Nha sang châu Mỹ Latin tới cả Philippines. Khi tại một thuộc địa mặt trời lặn, thì nó lại mọc ở một thuộc địa khác.

## Ja und Amen sagen
Thành ngữ này thường được nới rộng thành zu allem Ja und Amen sagen, có nghĩa là đồng ý, chấp thuận mà không thắc mắc, hỏi han gì cả, không phát biểu ý kiến riêng.
Câu này có ở phần cuối của Sách Khải Huyền, được dịch ra tiếng Đức như sau:
„20 Es spricht, der solches bezeugt: Ja, ich komme bald. Amen, ja komm, HERR Jesu! 21 Die Gnade unsers HERRN Jesu Christi sei mit euch allen! Amen."
- Về câu này có một giai thoại của thủ tướng Konrad Adenauer, theo đó trong một cuộc đàm phán với một chính trị gia Bayern, mà giận dữ nói:

„Mia san ned herkomma, Herr Bundeskanzler, dass mia einfach zu allem ja und amen sagen."
Adenauer đã trả lời bằng tiếng địa phương Kölsch:
„Dat is ja nu janich nötich, meine Herren, mir jenücht es schon, wenn Se ja sagen."
- Trong một giai thoại khác, một đại diện nhà thờ có tranh cãi với Adenauer. Người dẫn đầu đoàn đại biểu nói:

„Dazu können wir aber nicht ja sagen."
Adenauer trả lời:
„Meines Erachtens hat die Kirche weder ja noch nein zu sagen, sondern ausschließlich amen."

## Jedes Volk hat die Regierung, die es verdient.
Nhận xét, "Mỗi dân tộc có một chính phủ, mà xứng đáng với nó", bắt nguồn từ một lá thư của nhà ngoại giao Pháp, công tước Joseph Marie de Maistre, mà chống lại cách mạng Pháp và muốn phục hồi chế độ quân chủ. Nguyên câu trong tiếng Pháp như sau:
„Toute nation a le gouvernement qu'elle mérite."
(tiếng Anh: Every nation gets the government it deserves.)
Maistre trong năm 1811 là sứ giả của Sardegna tại thủ đô Nga hồi đó Sankt Petersburg.

## Kampf ums Dasein
Cụm từ „Kampf ums Dasein" (tiếng Anh: „Struggle for Life") là một từ chủ yếu trong tác phẩm quan trọng của Charles Darwin „On the Origin of Species by Means of Natural Selection, or the Preservation of Favoured Races in the Struggle for Life" (tiếng Đức: „Über die Entstehung der Arten durch natürliche Zuchtwahl oder Die Erhaltung der begünstigten Rassen im Kampfe ums Dasein"), mà được công bố vào năm 1859, được xem là tác phẩm chính yếu trong thuyết tiến hóa.
Từ „Kampf ums Dasein" được xem là từ chính trong thuyết tiến hóa của Darwin (Darwinism). Herbert Spencer và Charles Darwin lấy ý từ lý thuyết về dân số của Thomas Robert Malthus, theo đó sự phát triển dân số nhanh chóng có liên hệ đến sự giới hạn của nguồn tài nguyên cần thiết để sản xuất thực phẩm đưa đến sự tranh đấu để tồn tại.
- Triết gia Bertrand Russell phê bình:

„Das was die Menschen den Kampf ums Dasein nennen, ist nichts anderes als der Kampf um den Aufstieg."
(Cái mà người ta gọi là "tranh đấu để tồn tại" chẳng khác gì hơn là đấu tranh để thăng tiến.)
- Nietzsche cũng đã chỉ trích từ này:

"Was den berühmten Kampf ums Leben betrifft, so scheint er mir einstweilen mehr behauptet als bewiesen. Er kommt vor, aber als Ausnahme; der Gesamt-Aspekt des Lebens ist nicht die Notlage, die Hungertage, vielmehr der Reichtum, die Üppigkeit, selbst die absurde Verschwendung — wo gekämpft wird, kämpft man um Macht."
(Về câu nói nổi tiếng "tranh đấu để tồn tại", theo tôi bây giờ nghe có vẻ là khẳng định hơn là đã được chứng minh. Nó có chứ không phải không, nhưng chỉ trong những trường hợp ngoại lệ. Về mọi khía cạnh của cuộc sống thì không chỉ là sự khó khăn, những ngày đói khổ mà là sự giàu có, sự dư thừa, sự phung phí quá lố - nơi phải tranh đấu, là tranh đấu vì quyền lực.) 

## Kleider machen Leute.
Kleider machen Leute (Quần áo làm nên con người) là một tiểu thuyết của Gottfried Keller, nói về một thợ may nghèo, mà vì quần áo ông mặc, được cho là một công tước và được trọng nể.
Nhận định, ăn mặc quần áo chỉnh tề dẫn tới việc được đối xử đặc biệt, cũng đã được nhà giáo La Mã về hùng biện Quintilian nói với học trò ông: „vestis virum reddit", nghĩa đen: „Quần áo làm nên đàn ông".
Thành ngữ này có nghĩa là „Quần áo đẹp, chỉnh tề làm tăng danh tiếng".
Ngày nay thành ngữ này cũng được biến đổi để dùng cho các phạm vi khác, như nhà phê bình ngôn ngữ Wolf Schneider đặt tên cho cuốn sách ông về ngôn ngữ „Wörter machen Leute" (Từ ngữ làm nên con người).

## Krokodilstränen
Khi cá sấu mở miệng thiệt rộng, như trong trường hợp nó ăn thịt các thú vật khác, nó tạo ra một sức ép vào một tuyến đằng sau con mắt gây ra nước mắt cá sấu. Tuy nhiên cá sấu thiệt ra không thể khóc. Cụm từ trên bắt nguồn từ tự điển bách khoa về khoa học tự nhiên của nhà tu Pháp Bartholomaeus Anglicus vào thế kỷ 13. Nhà tu tường thuật trong bách khoa của mình, cá sấu đã khóc trước khi ăn thịt người. Kể từ đó có truyền thuyết được phổ biến là cá sấu một cách sảo quyệt đã khóc như một đứa con nít, để dụ nạn nhân của mình.
Cho nên cho tới ngày nay cụm từ Krokodilstränen weinen, vergiessen được dùng để diễn tả những tình cảm giả dối, chỉ giả bộ thương đau và bối rối.

## La Dolce Vita
La Dolce Vita (Das süße Leben) (Một cuộc sống ngọt ngào) là tên một cuốn phim Ý theo phim kịch của Federico Fellini.
Phim này nói về đời sống của giới „High Society" ở Rom vào thập niên 1950. Cuộc sống giữa sự tán tỉnh ngoài đường phố và các buổi tiệc xảy ra mỗi buổi tối bị phá rối bởi những câu hỏi liên quan đến vấn đề sinh sống.
Trong phim Fellini có đề cập tới nhiếp ảnh gia Tazio Secchiaroli. Ông này nhờ những bức hình chụp bất ngờ vua Faruk của Ai Cập mà được biết tới, khi nhà vua vì giận dữ do bị nhà nhiếp ảnh quấy rày, đã lật đổ một cái bàn. Trong phim, ông ta tên là Paparazzo, lấy tên của chủ một khách sạn, ông Coriolano Paparazzo từ Catanzaro, mà trong sách hướng dẫn du lịch By the Jonian Sea của George Gissing có nhắc tới. Paparazzo (số nhiều Paparazzi) nhờ phim này trở thành đồng nghĩa với nhiếp ảnh gia cho các báo lá cải, theo đuổi các người nổi tiếng.
Từ này thường được dùng để chỉ một lối sống thoải mái, phóng túng, mà giải trí và hưởng thụ là điều chủ yếu của cuộc sống, không làm việc vất vả, không stress.

## Lieber tot als rot
Nghĩa đen Thà chết hơn đỏ hay Thà chết hơn là sống với cộng sản (tiếng Anh: 'Better dead than red') là một khẩu hiệu chống cộng ở Đức trong thế chiến thứ hai cũng như ở Hoa Kỳ và các nước phương Tây trong thời kỳ chiến tranh lạnh.
Theo Georg Büchmann viết trong sách sưu tầm trích dẫn Geflügelte Worte, khẩu hiểu có nguồn gốc từ một câu trong cuốn sách Jesus Sirach (Sir 10,10 EU), mà có viết: „Heute König, morgen tot."
Sau chiến tranh trong thời kỳ tranh luận về việc tái trang bị vũ khí có biểu ngữ đổi khẩu hiệu này lại thành „Lieber rot als tot".

## Macht korrumpiert.

Lord Acton

Từ này viết tắt của câu "Macht korrumpiert, absolute Macht korrumpiert absolut" của nhà sử gia Anh Lord Acton:
„Power tends to corrupt and absolute power corrupts absolutely."
„ Quyền lực làm hư hỏng, quyền lực tối đa làm hư hỏng hoàn toàn. "
Là chủ nhiệm nhiều tờ báo Công giáo Rôma Acton đã viết ra đó những kiến thức lịch sử của mình, mà đưa tới sự xung đột với các chức sắc nhà thờ. Ông chống lại học thuyết cho là đức giáo hoàng thì không lầm lẫn của Công đồng Vaticanô I, tuy nhiên không quá mức như người đỡ đầu cho ông Ignaz von Döllinger, người đã cùng sáng lập Giáo hội Công giáo Cổ và vì vậy bị đuổi ra khỏi nhà thờ. Acton đã nói câu trên liên quan đến vấn đề này.
Nhà văn Stefan Heym cũng đã trích câu này trong cuộc biểu tình lớn vào ngày 4 tháng 11 năm 1989 tại công trường Alexanderplatz ở Berlin liên quan đến chế độ độc tài của đảng SED.

## Man isst, um zu leben, und lebt nicht, um zu essen.
Câu này xuất phát từ vở kịch Der Geizige của nhà thơ Molière, nguyên gốc tiếng Pháp như sau:
„Il faut manger pour vivre, et non pas vivre pour manger."
Lời trích dẫn là từ một phát biểu, được cho là của nhà triết học Sokrates:
„Wir leben nicht, um zu essen; wir essen, um zu leben."
(Chúng ta không sống để mà ăn; chúng ta ăn để mà sống.)

## Nicht immer, aber immer öfter.
Không luôn luôn, nhưng luôn luôn thường hơn.
Với khẩu hiệu này hãng chế bia Binding quảng cáo cho bia không có chất cồn hiệu Clausthaler.
Trong đoạn phim quảng cáo có một người đàn ông, uống bia Clausthaler và có con chó, đứng bên cạnh ông. Ông này quả quyết là, từ ngày ông uống Clausthaler, con chó luôn luôn nghe lời ông hơn. Tuy nhiên vào lúc đó con chó không nghe lời, người đàn ông nói:
„Không luôn luôn, nhưng luôn luôn thường hơn."
Khẩu hiệu này được dùng trong đời sống hàng ngày một cách diễu cợt, nói đến một phát triển dần dần xảy ra.

## 'O sole mio!
Bản nhạc 'O sole mio (Tiếng Napoli cho „Mặt trời của tôi") được nhạc sĩ và cũng là nhà soạn nhạc người Napoli Eduardo Di Capua soạn ra 1898. Di Capua được cho là khi ông đi trình diễn ở Odessa đứng nghe một người bán thảm Ba Tư ca nhạc. Trong khi ông đang lắng nghe, thì bầu trời bị che phủ đã mở ra để ánh sáng mặt trời rọi qua mây, gợi cho ông ý tưởng viết bài ca này. Đoạn đầu bản nhạc dịch sang tiếng Đức:
„Wie schön ist ein sonniger Tag,
Die klare Luft nach einem Sturm!
Durch die frische Brise scheint alles ein Fest zu sein
Wie schön ist ein sonniger Tag."
„Một ngày nắng trời thì đẹp làm sao,
không khí trong lành sau cơn bão!
Cơn gió thoảng làm cho tất cả như là một ngày hội
Một ngày nắng trời thì đẹp làm sao."

## Otto Normalverbraucher
Otto Normalverbraucher là một nhân vật hư cấu, có nhu cầu trung bình trong quần chúng. Trong ngành nghiên cứu thị trường nó mô tả một người tiêu thụ trung bình.
Tên này xuất phát từ cuốn phim Đức Berliner Ballade (đạo diễn: Robert Adolf Stemmle, 1948), một trong những cuốn phim đầu tiên sau thời chiến. Gert Fröbe đóng vai „Otto Normalverbraucher", một người lính, trở về quê hương Berlin sau khi thua trận và phải tập thích nghi với hoàn cảnh sống mới trong một thành phố đổ nát, mà chủ yếu là nghèo đói, những việc làm không hợp pháp và một cuộc sống chính trị thức tỉnh.
Từ Normalverbraucher trong phim có liên hệ tới hệ thống phân phát thực phẩm trong thời bị chiếm đóng: „Normalverbraucher" trong từ ngữ hành chính trong thẻ phát thực phẩm là một người dân, trong việc phân chia thực phẩm không được ưu đãi gì hết, những thứ mà chỉ dành riêng cho, thí dụ, những người làm việc nặng, đàn bà có thai và những người bị thương vì chiến tranh.

## Päpstlicher sein als der Papst

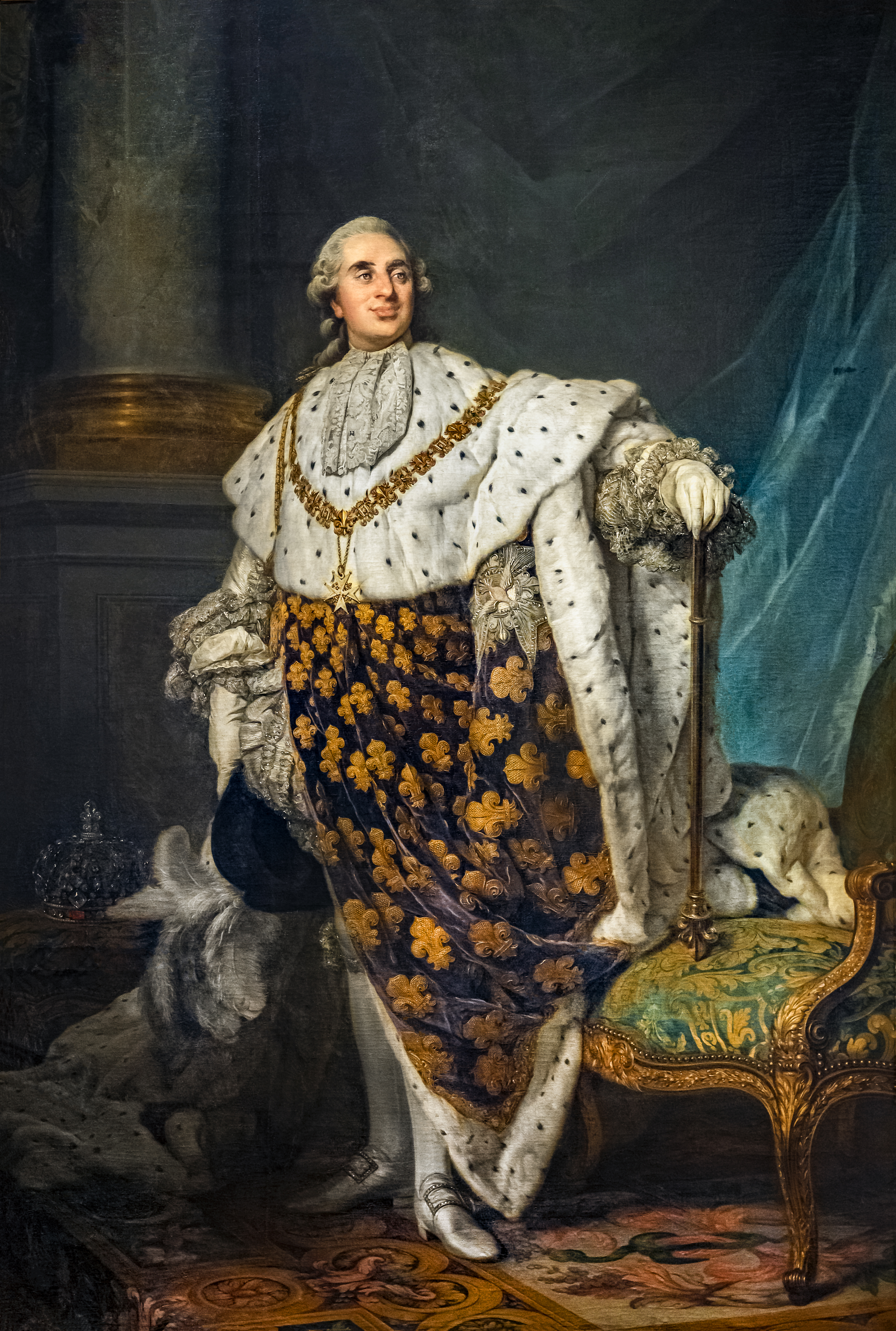
Louis XVI

Châm ngôn này có lẽ từ vua Pháp Louis XVI, mà được cho là đã nói câu sau:
„Il ne faut pas être plus royaliste que le roi."
„Man muss nicht königlicher gesinnt sein als der König."
(Không nên bảo hoàng hơn cả vua)
Câu này hay được dùng trong những tranh cãi về sự không lầm lẫn của giáo hoàng, chỉ trích lối ứng xử của những người bảo vệ việc nêu trên.
Thủ tướng đế quốc Đức Otto von Bismarck đã đổi câu này trong thời Kulturkampf thành:
„katholischer sein als der Papst" (giáo điều công giáo hơn cả giáo hoàng)
Bismarck xem việc tòa thánh Vatican, tìm cách gây ảnh hưởng, là một sự tấn công vào nước Đức mới được thành lập. Việc tranh chấp gia tăng, khi giáo hội đòi đuổi những người chỉ trích nhà thờ ra khỏi trường học và đại học.
Về văn chương, câu này cũng xuất hiện trong tác phẩm Anna Karenina của Leo Tolstoi. Nữ công tước Twerskaja có nói:
„Ich kann nicht päpstlicher sein als der Papst."

## Que Sera, Sera.
Bài hát Que Sera, Sera (tiếng Tây Ban Nha có nghĩa là:  Cái gì đến, thì nó sẽ đến ) được viết bởi Ray Evans và Jay Livingston vào năm 1956 cho phim của Alfred Hitchcock, Der Mann, der zuviel wußte (1956) (Người đàn ông mà biết quá nhiều). Trong bài hát một đứa bé hỏi mẹ nó về tương lai. Khi đứa bé trưởng thành, nó hỏi chồng nó, và đứa bé này, lúc này cũng trở thành một người mẹ, lại được con đặt cùng câu hỏi. 
Điệp khúc trong bài tiếng Anh thì như sau:
„Que sera, sera
What ever will be, will be
The future's not ours to see
Que sera, sera"

## Rad der Geschichte
Từ „Rad der Geschichte" (bánh xe lịch sử) đã thường được dùng từ thế kỷ 18 để chỉ sự phát triển của lịch sử diễn tiến không ngừng. Trong Tuyên ngôn của Đảng Cộng sản của Karl Marx và Friedrich Engels năm 1848 chương I (Bourgeois und Proletarier):
„Die Mittelstände, der kleine Industrielle, der kleine Kaufmann, der Handwerker, der Bauer, sie alle bekämpfen die Bourgeoisie, um ihre Existenz als Mittelstände vor dem Untergang zu sichern. Sie sind also nicht revolutionär, sondern konservativ. Noch mehr, sie sind reaktionär, sie suchen das Rad der Geschichte zurückzudrehen."
(Các tầng lớp trung đẳng là những tiểu công nghiệp, tiểu thương, thợ thủ công và nông dân, tất cả đều đấu tranh chống giai cấp tư sản để cứu lấy sự sống của họ với tính cách là những tầng lớp trung đẳng. Cho nên họ không cách mạng mà bảo thủ. Thậm chí, hơn thế nữa, họ lại là phản động: họ tìm cách làm cho bánh xe lịch sử quay ngược trở lại.)
Ngày nay người ta dùng từ thường là để bày tỏ, sự phát triển của lịch sử, không thể làm ngược trở lại được.

## Sag mir Quando sag mir wann.
Lời kêu gọi này bắt đầu một điệp khúc lời tiếng Đức của bản nhạc Ý Quando, quando, quando (1962), trong đó từ quando (= wann) được lập lại bằng tiếng Đức: 
„Sag mir Quando sag mir wann,
sag mir Quando Quando Quando
ich Dich wiedersehen kann
ich hab' immer für Dich Zeit"
Hãy cho tôi biết khi nào, tôi có thể gặp lại em! Tôi luôn có thời giờ cho em.

## Spartanisch leben
„Spartanisch leben" có nghĩa là sống một cuộc sống giản dị, đơn giản, khe khắt không đòi hỏi.
Thành ngữ „spartanisch leben" xuất phát từ lối sống đơn giản và lối giáo dục nghiêm khắc của người Sparta. Từ khi còn nhỏ, những người con trai của họ đã được nhà nước cho luyện tập nghiêm khắc cách đánh giặc và dạy dỗ tuân lệnh. Trong những buổi ăn chung mỗi người Sparta đều phải đóng góp phần ăn của mình. Ai không thể làm được, mất đi quyền công dân.

## Tauwetter-Periode
Thời tiết tuyết tan (tiếng Nga: Оттепель; Ottepel) là tên một tiểu thuyết của nhà văn Nga Ilja Ehrenburg viết năm 1954, đã được dùng để đặt tên cho cả một thời kỳ chính sách văn hóa của Liên Xô, đưa đến nhiều tự do sau cái chết của Josef Stalin: Thời kỳ tan băng Khrushchyov.
Trong thời kỳ này nhiều tù nhân chính trị được thả ra và một phần được phục hồi danh dự. Cả 30.000 tù nhân chiến tranh Đức còn lại cũng được phép trở về nước. Tuy nhiên thời kỳ này kéo dài không lâu lắm. Ngay từ việc đập tan Cuộc nổi dậy Hungary năm 1956 đã dập tắt nhiều hy vọng về những cởi mở tiếp theo.

## Unschuld vom Lande
Từ Unschuld vom Lande thường được dùng để chỉ một thiếu nữ, thỉnh thoảng cũng một thanh niên, mà đặc biệt trông có vẻ ngây thơ, thiếu kinh nghiệm. Lối diễn tả này, mà cả Goethe và Wieland cũng dùng những từ tương tự, phổ thông nhờ Operetta Die Fledermaus của Johann Strauss II. Trong vở kịch này, Adele, người giúp việc cho một gia đình quý tộc, hát bài Arie Spiel ich die Unschuld vom Lande (tôi đóng vai một cô gái ngây thơ), mà bắt đầu như sau:
„Spiel ich die Unschuld vom Lande,
Natürlich im kurzen Gewande,
So hüpf' ich ganz neckisch umher,
Als ob ich ein Eichkatzerl wär;
Und kommt ein saub'rer junger Mann,
So blinzle ich lächelnd ihn an,
Durch die Finger zwar nur
Als ein Kind der Natur,
Und zupf' an meinem Schürzenband -"

## Von nichts kommt nichts.
Câu châm ngôn này bắt nguồn từ 1 câu tiếng Latin, mà có thể tìm thấy trong các bài viết của Aristoteles, Lukrez và Thomas von Aquin:
„Ex nihilo nihil fit."
„Aus nichts entsteht nichts." (Từ không sẽ tạo ra không)
Câu này được dùng để nhắn nhủ là không bỏ công sức thì sẽ không được gì cả.
Ngược lại, từ creatio ex nihilo (tiếng Latin: Sáng tạo từ khoảng không) là lý thuyết, thượng đế đã sáng tạo ra thế giới mà hoàn toàn không cần gì cả. Trong sách 2 Maccabees có viết:
„Ich bitte dich, mein Kind, schau dir den Himmel und die Erde an; sieh alles, was es da gibt, und erkenne: Gott hat das aus dem Nichts erschaffen, und so entstehen auch die Menschen."
(Con ơi! hãy nhìn bầu trời và quả đất; nhìn tất cả, mà thấy được, rồi nhận ra: Thượng đế đã tạo ra nó từ khoảng không, và con người cũng hình thành như vậy.)

## Wacht auf, Verdammte dieser Erde!
Với lời kêu gọi chiến đấu này bắt đầu bản tiếng Đức của bài Quốc tế ca, bài ca chiến đấu của phong trào công nhân xã hội chủ nghĩa quốc tế. Nguyên bản tiếng Pháp được sáng tác năm 1870 bởi Eugène Pottier, một thành viên trong Công xã Paris. Bài thường được hát vào ngày lễ Ngày Quốc tế Lao động và cho tới 1943 là quốc ca của Liên Xô.
Lời tiếng Đức là của Emil Luckhardt:
Wacht auf, Verdammte dieser Erde,

die stets man noch zum Hungern zwingt!

Das Recht wie Glut im Kraterherde

nun mit Macht zum Durchbruch dringt.

Vùng lên hỡi các nô lệ ở thế gian!

Vùng lên hỡi ai cực khổ bần hàn!

Sục sôi nhiệt huyết trong tâm đầy chứa rồi.

Quyết phen này sống chết mà thôi.

## Wehre den Anfängen!
Sự kêu gọi „Wehret den Anfängen!" bắt nguồn từ chữ tiếng Latin „Principiis obsta" của nhà thơ La Mã Ovid, mà trong bài Remedia amoris (Heilmittel gegen die Liebe) (thuốc chữa tình yêu) viết:
„Principiis obsta. Sero medicina parata, cum mala per longas convaluere moras."
„Wehre den Anfängen! Zu spät wird die Medizin bereitet, wenn die Übel durch langes Zögern erstarkt sind."
(Hãy chống trả ngay từ phút ban đầu, trì hoãn thì thuốc không hiệu quả nữa.) 
Thuốc chữa tình yêu được dùng để giúp kẻ si tình đau khổ, không còn yêu nữa. Nếu quan hệ đã tiến xa thì phải để kẻ yêu yêu cho chán, thì mới trị được.
Từ ngữ này ngày nay được dùng để cảnh cáo những phát triển xấu, do đó phải chống trả ngay từ ban đầu. Thí dụ:
- „Deshalb geht der Ruf an alle Bürger, die diesen Artikel lesen: Wehret den Anfängen!"
- „Protektionismus: ‚Wehret den Anfängen!'"
- „Wehret den Anfängen: Naziherrschaft in Karlsruhe"

## You'll Never Walk Alone.

Huy hiệu đội Liverpool F.C.

You'll Never Walk Alone (Du wirst niemals alleine gehen.) (Bạn sẽ không bao giờ phải đi một mình) là một bản nhạc, được soạn bởi Richard Rodgers và Oscar Hammerstein II trong năm 1945. Nó được viết cho Broadway-Musical Carousel và có tác dụng lớn đến nhiều người, mà có thân nhân trong thế chiến thứ hai.
Trong giới đá banh, bài này nổi tiếng thế giới nhờ nhóm Fan Liverpool Kop. Trước một trận đấu, hệ thống âm thanh của sân tại Anfield Road đã bị hư, trong lúc đang chơi bản You'll Never Walk Alone. Nhóm Fan đã tiếp tục ca bản nhạc này to như là có dùng dàn âm thanh. Từ ngày đó trước trận đấu ở Liverpool, bản nhạc này được tất cả khán giả ca như là bản quốc ca. Các hội khác đã bắt chước.
Ngày nay bản nhạc này đã được ca tại nhiều sân đá banh, chẳng hạn như ở Anfield, sân của đội Liverpool F.C., và Celtic Park, sân nhà của Celtic Glasgow.
| “ | Walk on, walk on with hope in your heart, And you'll never walk alone, You'll never walk alone | ” |

(Tiếp tục đi, tiếp tục đi với hy vọng trong tim, và bạn sẽ không bao giờ phải đi một mình, bạn sẽ không bao giờ phải đi một mình)

## Zur Salzsäule erstarren

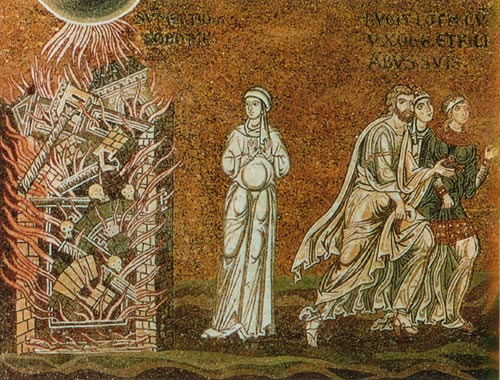
Sự tàn phá Sodom (Mosaik, thế kỷ 12)

Câu châm ngôn „zur Salzsäule erstarren" bắt nguồn từ câu truyện kinh thánh người vợ của Lot (Gen|19|17-26). Thành phố Sodom và Gomorra với lối sống đồi bại đã làm thượng đế giận dữ. Ngài quyết định sẽ trừng phạt cả hai bằng cách dùng lưu huỳnh và lửa để tiêu hủy chúng. Theo lời cầu xin của Abraham, thượng đế sẽ tha mạng cho những người tử tế và không để cho họ phải cùng chết với những kẻ hư hỏng. Trong số những người tử tế này có Lot (một người cháu của Abraham), vợ ông và 2 người con gái. Trước sự tàn phá Sodom và Gomorra, thượng đế đã cho 2 thiên thần dẫn Lot và gia đình ra khỏi thành phố Sodom, và bảo họ không được quay đầu trở lại và nhìn vào thành phố. Nhưng mà không phải ai cũng nghe lời hướng dẫn của thần thánh, trong đó có vợ của Lot, được cho là tiêu biểu cho sự tò mò của phụ nữ. Trong câu 26 chương 19 sách thứ nhất của Mose có viết:
Und sein Weib sah hinter sich und ward zur Salzsäule.
(Vợ ông ta nhìn lại đằng sau và biến thành cột muối.)
Ngày nay nghĩa câu này là trước sự sợ hãi trở nên tê liệt và không thể cử động.

## Zwischen Skylla und Charybdis

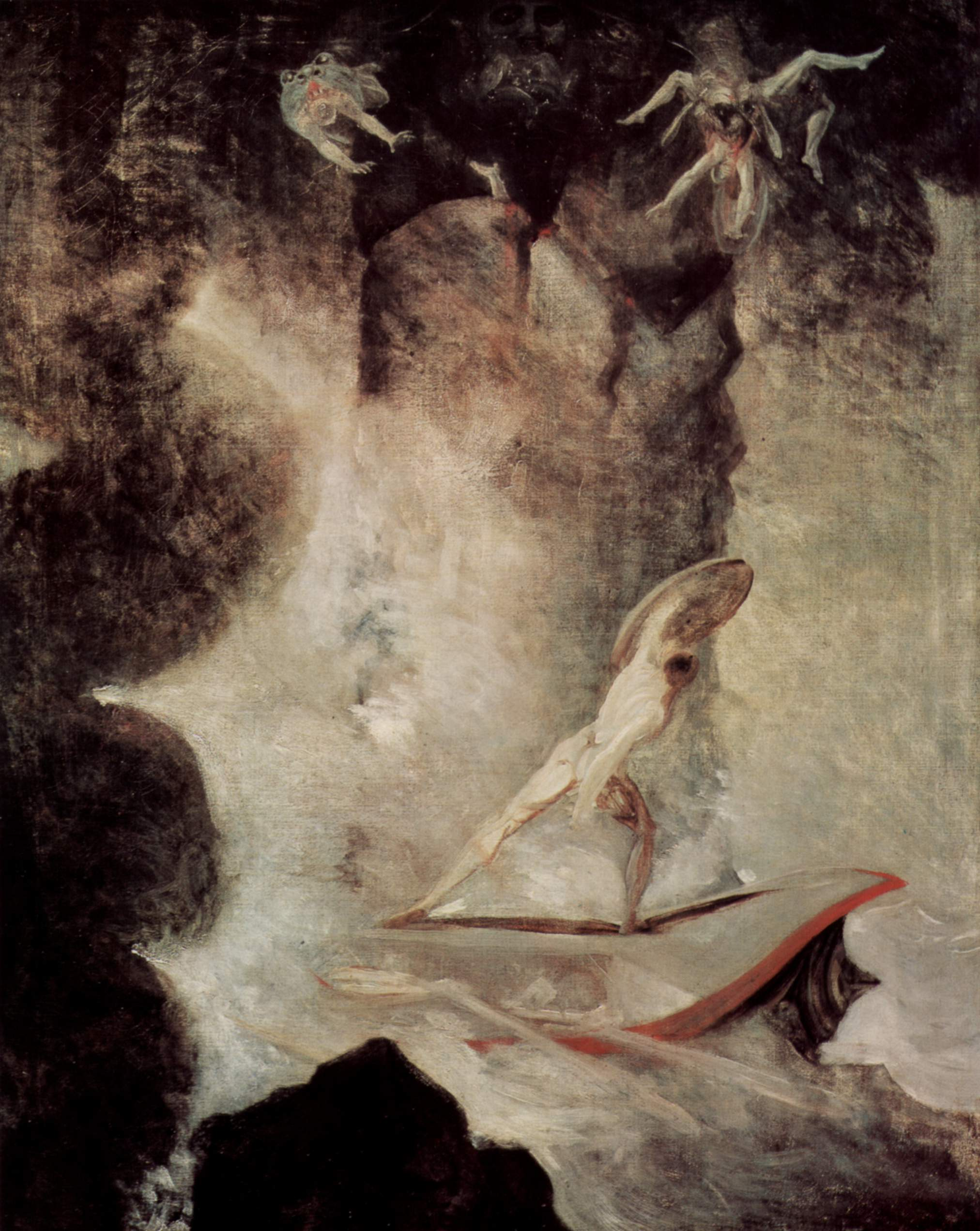
Odysseus giữa Skylla và Charybdis, Johann Heinrich Füssli

Skylla là một Quái vật biển theo thần thoại Hy Lạp với thân trên của một thiếu nữ và phần dưới gồm sáu con chó. Nó bắt tất cả các sinh vật và ăn thịt nó.Charybdis cũng là là một Quái vật biển, theo truyện Odýsseia của Homer cùng với Skylla sống tại một eo biển. Nó hút nước biển 3 lần mỗi ngày vào, rồi la hét đẩy nó ra. Thuyền nào mà bị cuốn vào, sẽ bị chìm mất. Odysseus tuy thoát khỏi Charybdis, nhưng lại mất 6 người đồng hành bởi Skylla.
Skylla và Charybdis ngày nay tượng trưng cho 2 tai họa mà người ta phải lựa chọn. Tránh vỏ dưa, thì lại gặp vỏ dừa. Nó còn có nghĩa là một tình trạng khó khăn, Một tình thế lúng túng khó xử.